# Sébastien Guidoux
Sébastien Guidoux es un deportista suizo que compitió en vela en la clase Star. Ganó una medalla de oro en el Campeonato Europeo de Star de 2015.

## Palmarés internacional
| \| Campeonato Europeo \| Campeonato Europeo \| Campeonato Europeo \| Campeonato Europeo \| \| Año \| Lugar \| Medalla \| Clase \| \| ------------------ \| ------------------ \| ------------------ \| ------------------ \| \| 2015 \| Gaeta (Italia) \| Medalla de oro \| Star \| |                |                |       |
| Campeonato Europeo |                |                |       |
| Año | Lugar          | Medalla        | Clase |
| 2015 | Gaeta (Italia) | Medalla de oro | Star  |